# Vouria Ghafouri
Vouria Ghafouri (Sanandaj, 20 settembre 1987) è un ex calciatore iraniano, centrocampista, e della Nazionale iraniana. Ha giocato gran parte della sua carriera come terzino destro e, occasionalmente, ha giocato anche come ala destra.

## Biografia
Ha sostenuto esplicitamente le proteste contro il regime iraniano, anche attraverso i social network, schierandosi con il popolo della minoranza curda; ha visitato le famiglie delle vittime a Mahabad. Per tali ragioni è stato escluso dalla nazionale.
Nel novembre 2022 è stato arrestato dalle autorità del regime iraniano, con l'accusa di insulto e indebolimento della squadra nazionale di calcio e propaganda contro la Repubblica islamica: è stato arrestato dopo l'allenamento con la sua squadra, il Foolad, su decisione dell'Autorità giudiziaria.

## Carriera

### Club
Ha sempre giocato nel campionato iraniano. Prima di entrare a far parte del Foolad nel 2022, ha giocato per l'Esteghlal dal 2016 al 2022. In precedenza ha trascorso due anni di successo con il Sepahan, vincendo il campionato iraniano nel 2015.

### Nazionale
Ha esordito in Nazionale nel 2014, contro la Corea del Sud. Ha fatto parte della squadra iraniana nella 2015 e 2019.

## Statistiche

### Cronologia presenze e reti in nazionale
| Cronologia completa delle presenze e delle reti in nazionale ― Iran | Cronologia completa delle presenze e delle reti in nazionale ― Iran | Cronologia completa delle presenze e delle reti in nazionale ― Iran | Cronologia completa delle presenze e delle reti in nazionale ― Iran | Cronologia completa delle presenze e delle reti in nazionale ― Iran | Cronologia completa delle presenze e delle reti in nazionale ― Iran | Cronologia completa delle presenze e delle reti in nazionale ― Iran | Cronologia completa delle presenze e delle reti in nazionale ― Iran |
| Data                                                                | Città                                                               | In casa                                                             | Risultato                                                           | Ospiti                                                              | Competizione                                                        | Reti                                                                | Note                                                                |
| ------------------------------------------------------------------- | ------------------------------------------------------------------- | ------------------------------------------------------------------- | ------------------------------------------------------------------- | ------------------------------------------------------------------- | ------------------------------------------------------------------- | ------------------------------------------------------------------- | ------------------------------------------------------------------- |
| 18-11-2014                                                          | Teheran                                                             | Iran                                                                | 1 – 0                                                               | Corea del Sud                                                       | Amichevole                                                          | -                                                                   | 63’                                                                 |
| 4-1-2015                                                            | Wollongong                                                          | Iraq                                                                | 0 – 1                                                               | Iran                                                                | Amichevole                                                          | -                                                                   | 69’                                                                 |
| 11-1-2015                                                           | Melbourne                                                           | Iran                                                                | 2 – 0                                                               | Bahrein                                                             | Coppa d'Asia 2015 - 1º turno                                        | -                                                                   |                                                                     |
| 15-1-2015                                                           | Sydney                                                              | Qatar                                                               | 0 – 1                                                               | Iran                                                                | Coppa d'Asia 2015 - 1º turno                                        | -                                                                   |                                                                     |
| 19-1-2015                                                           | Brisbane                                                            | Iran                                                                | 1 – 0                                                               | Emirati Arabi Uniti                                                 | Coppa d'Asia 2015 - 1º turno                                        | -                                                                   | 57’                                                                 |
| 23-1-2015                                                           | Canberra                                                            | Iran                                                                | 3 – 3 dts (6 – 7 dtr)                                               | Iraq                                                                | Coppa d'Asia 2015 - Quarti di finale                                | -                                                                   |                                                                     |
| 26-3-2015                                                           | Sankt Pölten                                                        | Iran                                                                | 2 – 0                                                               | Cile                                                                | Amichevole                                                          | -                                                                   |                                                                     |
| 31-3-2015                                                           | Solna                                                               | Svezia                                                              | 3 – 1                                                               | Iran                                                                | Amichevole                                                          | -                                                                   | 65’                                                                 |
| 11-6-2015                                                           | Tashkent                                                            | Uzbekistan                                                          | 0 – 1                                                               | Iran                                                                | Amichevole                                                          | -                                                                   |                                                                     |
| 16-6-2015                                                           | Aşgabat                                                             | Turkmenistan                                                        | 1 – 1                                                               | Iran                                                                | Qual. Mondiali 2018                                                 | -                                                                   |                                                                     |
| 3-9-2015                                                            | Teheran                                                             | Iran                                                                | 6 – 0                                                               | Guam                                                                | Qual. Mondiali 2018                                                 | -                                                                   | 64’                                                                 |
| 8-10-2015                                                           | Mascate                                                             | Oman                                                                | 1 – 1                                                               | Iran                                                                | Qual. Mondiali 2018                                                 | -                                                                   |                                                                     |
| 13-10-2015                                                          | Teheran                                                             | Iran                                                                | 1 – 1                                                               | Giappone                                                            | Amichevole                                                          | -                                                                   | 22’                                                                 |
| 23-3-2017                                                           | Doha                                                                | Qatar                                                               | 0 – 1                                                               | Iran                                                                | Qual. Mondiali 2018                                                 | -                                                                   |                                                                     |
| 28-3-2017                                                           | Teheran                                                             | Iran                                                                | 1 – 0                                                               | Cina                                                                | Qual. Mondiali 2018                                                 | -                                                                   | 80’                                                                 |
| 5-10-2017                                                           | Teheran                                                             | Iran                                                                | 2 – 0                                                               | Togo                                                                | Amichevole                                                          | -                                                                   |                                                                     |
| 10-10-2017                                                          | Kazan'                                                              | Russia                                                              | 1 – 1                                                               | Iran                                                                | Amichevole                                                          | -                                                                   | 83’                                                                 |
| 9-11-2017                                                           | Graz                                                                | Iran                                                                | 2 – 1                                                               | Panama                                                              | Amichevole                                                          | -                                                                   | 29’ 59’                                                             |
| 17-3-2018                                                           | Teheran                                                             | Iran                                                                | 4 – 0                                                               | Sierra Leone                                                        | Amichevole                                                          | -                                                                   | 60’ 79’                                                             |
| 27-3-2018                                                           | Graz                                                                | Iran                                                                | 2 – 1                                                               | Algeria                                                             | Amichevole                                                          | -                                                                   |                                                                     |
| 19-5-2018                                                           | Teheran                                                             | Iran                                                                | 1 – 0                                                               | Uzbekistan                                                          | Amichevole                                                          | -                                                                   | 46’                                                                 |
| 11-9-2018                                                           | Tashkent                                                            | Uzbekistan                                                          | 0 – 1                                                               | Iran                                                                | Amichevole                                                          | -                                                                   | 46’                                                                 |
| 15-11-2018                                                          | Teheran                                                             | Iran                                                                | 1 – 0                                                               | Trinidad e Tobago                                                   | Amichevole                                                          | -                                                                   | 77’                                                                 |
| 24-12-2018                                                          | Doha                                                                | Iran                                                                | 1 – 1                                                               | Palestina                                                           | Amichevole                                                          | -                                                                   |                                                                     |
| 31-12-2018                                                          | Doha                                                                | Qatar                                                               | 1 – 2                                                               | Iran                                                                | Amichevole                                                          | -                                                                   | 67’                                                                 |
| 12-1-2019                                                           | Abu Dhabi                                                           | Vietnam                                                             | 0 – 2                                                               | Iran                                                                | Coppa d'Asia 2019 - 1º turno                                        | -                                                                   |                                                                     |
| 16-1-2019                                                           | Dubai                                                               | Iran                                                                | 0 – 0                                                               | Iraq                                                                | Coppa d'Asia 2019 - 1º turno                                        | -                                                                   |                                                                     |
| 6-6-2019                                                            | Doha                                                                | Iran                                                                | 5 – 0                                                               | Siria                                                               | Amichevole                                                          | -                                                                   | 77’                                                                 |
| Totale                                                              |                                                                     | Presenze                                                            | 28                                                                  |                                                                     | Reti                                                                | 0                                                                   |                                                                     |